# Murat Gürbüzerol
Murat Gürbüzerol (* 1. Februar 1988 in Söke) ist ein türkischer Fußballspieler.

## Karriere
Murat Gürbüzerol spielte in der Jugend von Sağlık Spor und später in der Jugend von Aydınspor. 2004 wechselte er von dort aus in die Jugend von Manisaspor.
2006 erhielt er hier einen Profi-Vertrag und spielte weiterhin eineinhalb Spielzeiten für die Reservemannschaft. Zum Frühjahr 2008 wurde er an den Drittligisten Zeytinburnuspor ausgeliehen, um ihm so Spielpraxis in einer Profi-Liga zu ermöglichen. Hier machte er nahezu alle Spiele und erzielte fünf Tore.
Zum Sommer kehrte er zu Manisaspor zurück. In der Zwischenzeit konnte Manisaspor den Klassenerhalt in der Süper Lig nicht schaffen und spielte für die anstehende Saison in der TFF 1. Lig. Hier kam Gürbüzerol zu sechs Ligaeinsätzen und wurde mit seinem Verein zum Saisonende Meister der TFF 1. Lig.
Die nächsten beiden Spielzeiten verbrachte Gürbüzerol als Leihgabe bei Konya Şekerspor und Akhisar Belediyespor.
Erst zur Saison 2011/12 kehrte er wieder zu Manisaspor zurück. Hier spielte er eine halbe Spielzeit ausschließlich für die Reservemannschaft. Erst in der Rückrunde kam er sporadisch zu Einsätzen. In den folgenden zwei Spielzeiten etablierte sich Gürbüzerol in der Mannschaft und wurde als Stammkraft gesetzt. 
Zur Saison 2014/15 wechselte er zum Süper-Lig-Aufsteiger Balıkesirspor. Bereits zur nächsten Rückrunde verließ er diesen Klub und heuerte beim Zweitligisten Boluspor an.
Auch Boluspor verließ er im Sommer 2015 nach nur einer halben Spielzeit und wechselte stattdessen zum Ligarivalen Samsunspor. Im Sommer 2017 zog er innerhalb der TFF 1. Lig zum Aufsteiger Büyükşehir Belediye Erzurumspor weiter. Im Januar 2018 ging Gürbüzerol zu Giresunspor.